# Do or Die (Thirty Seconds to Mars)
Do or Die è un singolo del gruppo musicale statunitense Thirty Seconds to Mars, pubblicato il 5 luglio 2013 come secondo estratto dal quarto album in studio Love, Lust, Faith and Dreams.
Successivamente è stato realizzato un remix da parte del DJ olandese Afrojack, pubblicato il 18 aprile 2014 per il download digitale.

## Video musicale
Il video ufficiale, diretto da Jared Leto sotto lo pseudonimo di Bartholomew Cubbins, è stato pubblicato il 5 agosto 2013. Il video è stato girato durante i vari concerti tenuti dal gruppo nell'estate 2013 e, oltre a mostrare gli spezzoni dei suddetti concerti, racchiude alcune interviste fatte ai fan del gruppo.
Il 25 marzo 2014 è stato pubblicato un video ufficiale anche per la versione remix realizzata con Afrojack.

## Tracce
Download digitale
1. Do or Die (Afrojack vs. Thirty Seconds to Mars Remix - Club Version) – 6:18

CD promozionale (Regno Unito)
1. Do or Die (Radio Edit) – 3:41
2. Do or Die (Album Version) – 4:06
3. Do or Die (Instrumental) – 4:06

## Formazione
Crediti adattati dal libretto dell'album.
- Eseguito da Jared Leto, Shannon Leto e Tomo Miličević
- Edizione musicale: Apocraphex Music (ASCAP) / Universal Music – Z Tunes, LLC (ASCAP)
- Produzione: Jared Leto
- Ingegneria acustica: Jamie Reed Schefman
- Missaggio: Șerban Ghenea
- Ingegneria acustica: John Hanes ai Mixstar Studios di Virginia Beach, Virginia
- Mastering: Howie Weinberg e Dan Gerbarg al Howie Weinberg Mastering di Los Angeles, California
- Registrato al The Center for the Advancement of the Arts and Sciences of Sound di Los Angeles, California

## Classifiche
| Classifica (2013)              | Posizione massima |
| ------------------------------ | ----------------- |
| Austria                        | 75                |
| Portogallo                     | 26                |
| Regno Unito (rock & metal)     | 7                 |
| Classifica (2014)              | Posizione massima |
| Stati Uniti (alternative)      | 27                |
| Stati Uniti (dance/electronic) | 33                |